# Francisco Suárez
Francisco Suárez, född 5 januari 1548 i Granada, Spanien, död 25 september 1617 i Lissabon, Portugal, var en spansk filosof och teolog, som betraktas som en av de främsta skolastikerna. Han räknas ofta som folkrättens fader, och tillhörde Salamancaskolan.

## Biografi
Francisco Suárez föddes i Granada i Spanien, och inträdde i Jesuitorden i Salamanca när han var sexton år. Sålunda kunde han studera filosofi, vilket han gjorde i fem år. Till en början var han ingen lovande student, men med tiden fick han fina betyg, och fortsatte då med teologi. Efter det undervisade han i filosofi i Ávila och Segovia. Han prästvigdes 1572, varefter han undervisade i teologi, i Ávila och Segovia (1575), Valladolid (1576), Rom (1580–1585), Alcalá (1585–1592), Salamanca (1592–1597) och Coimbra (1597–1616).
Han skrev om mångahanda ämnen, och författarskapet är omfattande även i sidor räknat. Hans samlade verk på latin uppgår till 26 band. Han har skrivit om juridik, relationen mellan kyrka och stat, metafysik och teologi. Han har ofta kallats folkrättens fader, och hans Disputationes metaphysicae hade en stor läsekrets i Europa under 1600-talet.
Suárez betraktades som den främsta filosofen under sin samtid. Påve Gregorius XIII åhörde hans första föreläsning i Rom och hans råd söktes även av påve Paulus V för dennes utrikespolitiska förbindelser. Kung Filip II av Spanien sände Suárez till Coimbras universitet för att skänka det en del av filosofens glans.
Efter Suárez död, som tilldrog sig antingen i Lissabon eller Coimbra, ökade hans berömmelse, och han fick ett stort inflytande över filosofer som Hugo Grotius, René Descartes, och Gottfried Leibniz.

## Filosofi
Suárez viktigaste bidrag till filosofin var inom metafysiken och inom rättsfilosofin. Han var en av de sista skolastikerna, och var påverkad av thomismen.

### Metafysik
För Suárez handlar metafysik om reell essens och existens, i stället för begreppslig essens och existens. Han var ense med andra skolastiker om att Guds essens och existens är desamma (se det ontologiska gudsbeviset), men han menade till skillnad från dessa att essensen och existensen hos finita varelser inte är distinkta. Han hävdade att distinktionen mellan essens och existens är begreppslig; de kan inte uppträda separat, de begrips separat. Åtskillnaden mellan essens och existens ansåg Suárez med andra ord inte vara av logisk art, utan epistemologisk.
I den upprörda striden om universalierna (se universaliestriden), intog Suárez en medelväg mellan den panteistiskt färgade realismen som Duns Scotus företrädde, och Wilhelm av Ockhams extrema nominalism. Suárez betraktas som en "moderat nominalist". Han menar att de enda veritabla och reella enheterna i den existerande världen är individer; att påstå att universalier har en oberoende existens (ex parte rei), vore att reducera individer till accidenser i en odelbar form. Suárez vidhöll att Sokrates mänsklighet visserligen inte var annorlunda än Platons, men samtidigt utgörs denna inte av en och samma mänsklighet; det finns lika många formella enheter (i detta fall mänskligheter) som det finns individer, men dessa individer har ingen faktisk enhet, utan en essentiell eller konceptuell (ita ut plura individua, quae dicuntur esse ejusdem naturae, non sint unum quid vera entitate quae sit in rebus, sed solum fundamentaliter vel per intellectum). Den formella enheten är dock inte någon godtycklig intellektuell konstruktion, utan existerar in natura rei ante omnem operationem intellectus.
Hans arbeten inom metafysik, vilka består av anmärkningsvärda kraftprov i systematisering, är i sanning ett vittnesbörd om medeltidens tänkande, där han kombinerar de tre gällande skolorna: thomism, scotism och nominalism. Han är också en djupsinnig kommentator till arabiska och högmedeltida arbeten. Den skola han bildade som sin samtids störste metafysiker benämns suarism.

### Rättsfilosofi
Suárez främsta insatser var med hans arbeten om naturrätt, hans åsikter om positiv rätt, och monarkens status. I sitt omfattande verk Tractatus de legibus ac Deo legislatore, föregriper han i vissa avseenden Hugo Grotius och Samuel Pufendorf, genom att uppställa en central distinktion mellan naturrätt och folkrätt; den senare såg han som bestående av sedvänjor. Fastän hans metod genomgående är skolastisk, berör han samma frågor som Grotius. Hans primära ståndpunkt är att all lagstiftning såväl som all myndighetsutövning, kommer av Gud, och att varje rättskällas auktoritet har mynnat ut från Gud. Suárez vederlägger den patriarkala teorin om regering och om regenten som monark av Guds nåde, vilket var en populär teori i samtidens England och i viss utsträckning även på kontinenten. Han argumenterade emot den slags kontraktualism som var dominerade hos de tidig-moderna politiska filosoferna, som Thomas Hobbes och John Locke, men samtidigt genljuder vissa av de mer frihetliga lockeanska kontraktsteorierna även hos Suárez.
Människors natur, menade Suárez, har Gud givit dem i form av en social natur, och till detta hör förmågan att stifta lagar. När ett politiskt samhälle inrättas, konstitueras dess natur av människorna som utför detta; människor som överlämnar sin naturliga lagstiftande förmåga till en härskare. Eftersom de gav härskaren denna makt, har de rätt att ta tillbaka makten, att göra revolt mot härskaren — men endast om härskaren behandlar dem illa, och de måste då agera måttfullt och rättvist. I synnerhet har folket förbundit sig till att underlåta att mörda sin härskare, hur tyrannisk han än må ha blivit. Om en regering har påtvingat folket dess styrelse, har folket å andra sidan inte bara rätt att försvara sig genom att revoltera; de är berättigade att mörda den tyranniske härskaren.
På tillskyndan av påve Paulus V skrev Suárez 1613 en avhandling med en dedikation till de kristna furstarna av Europa, med titeln Defensio catholicae fidei contra anglicanae sectae errores. Den riktade sig mot de trohetseder som Jakob I av England krävde av sina undersåtar. På Jakobs befallning brändes skriften av bödeln, och läsning av den förklarades vara ett majestätsbrott och landsförräderi. Med detta och föregående verk, ger Suárez det tydligaste uttrycket i sin samtid för folksuveränitetsprincipen.